# Похонька
По́хонька (в верховье Макеевец) — ручей в России, протекает по территории Плюсского района Псковской области. Длина — 13 км.
Берёт начало за урочищем Похонь, севернее деревни Дертины. Устье ручья находится в 260 км от устья Плюссы по левому берегу, между деревнями Большие Льзи и Малые Льзи.
Имеет правый приток, берущий начало из болота Чистый Мох.

## Данные водного реестра
По данным государственного водного реестра России относится к Балтийскому бассейновому округу, водохозяйственный участок реки — Нарва. Относится к речному бассейну реки Нарва (российская часть бассейна).
Код объекта в государственном водном реестре — 01030000412202000026717.